# Franco Uncini

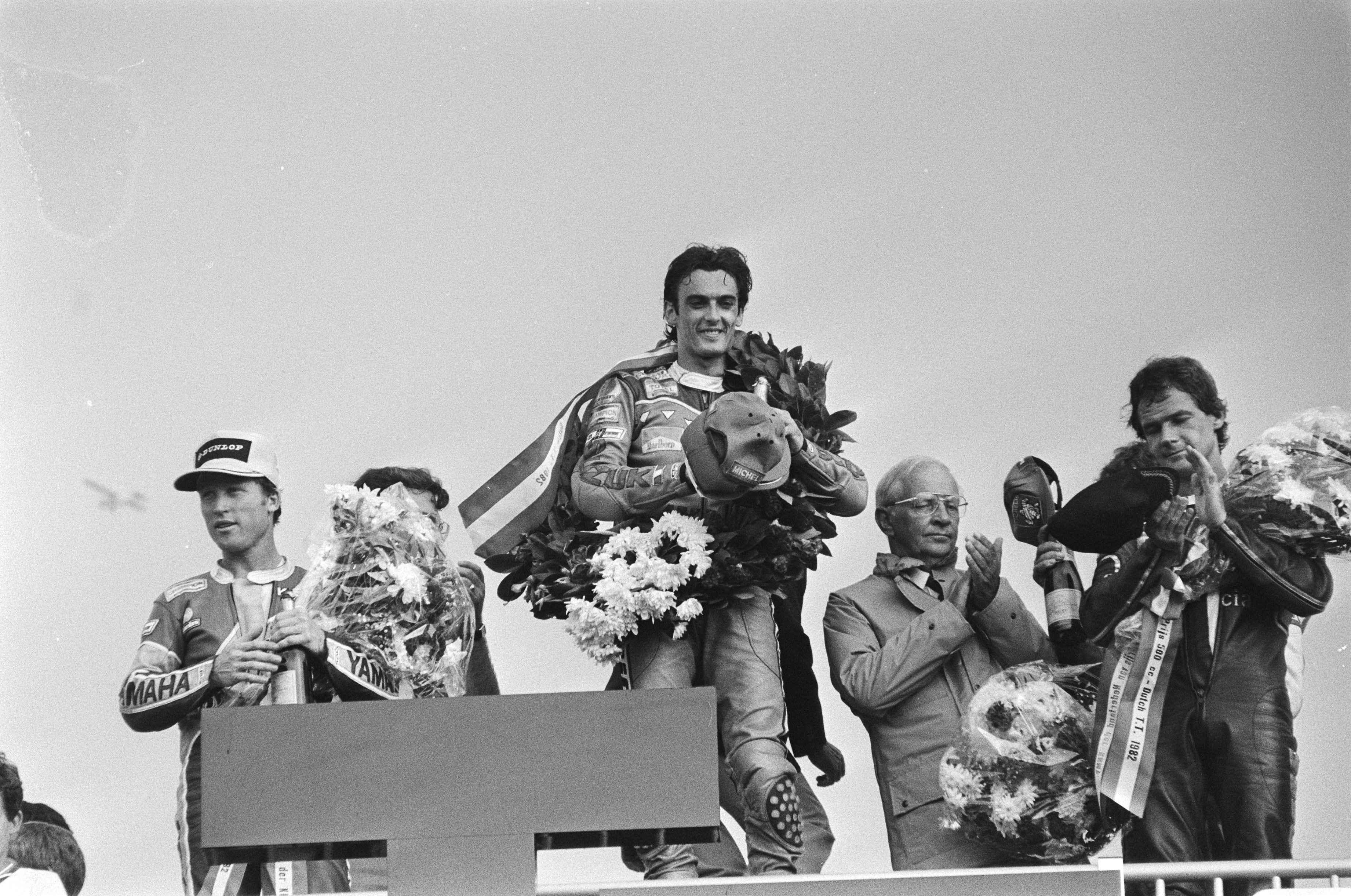
Siegerpodest des 500-cm³-Rennens bei der Dutch TT 1982: Kenny Roberts sr., Franco Uncini und Barry Sheene (v. l.)

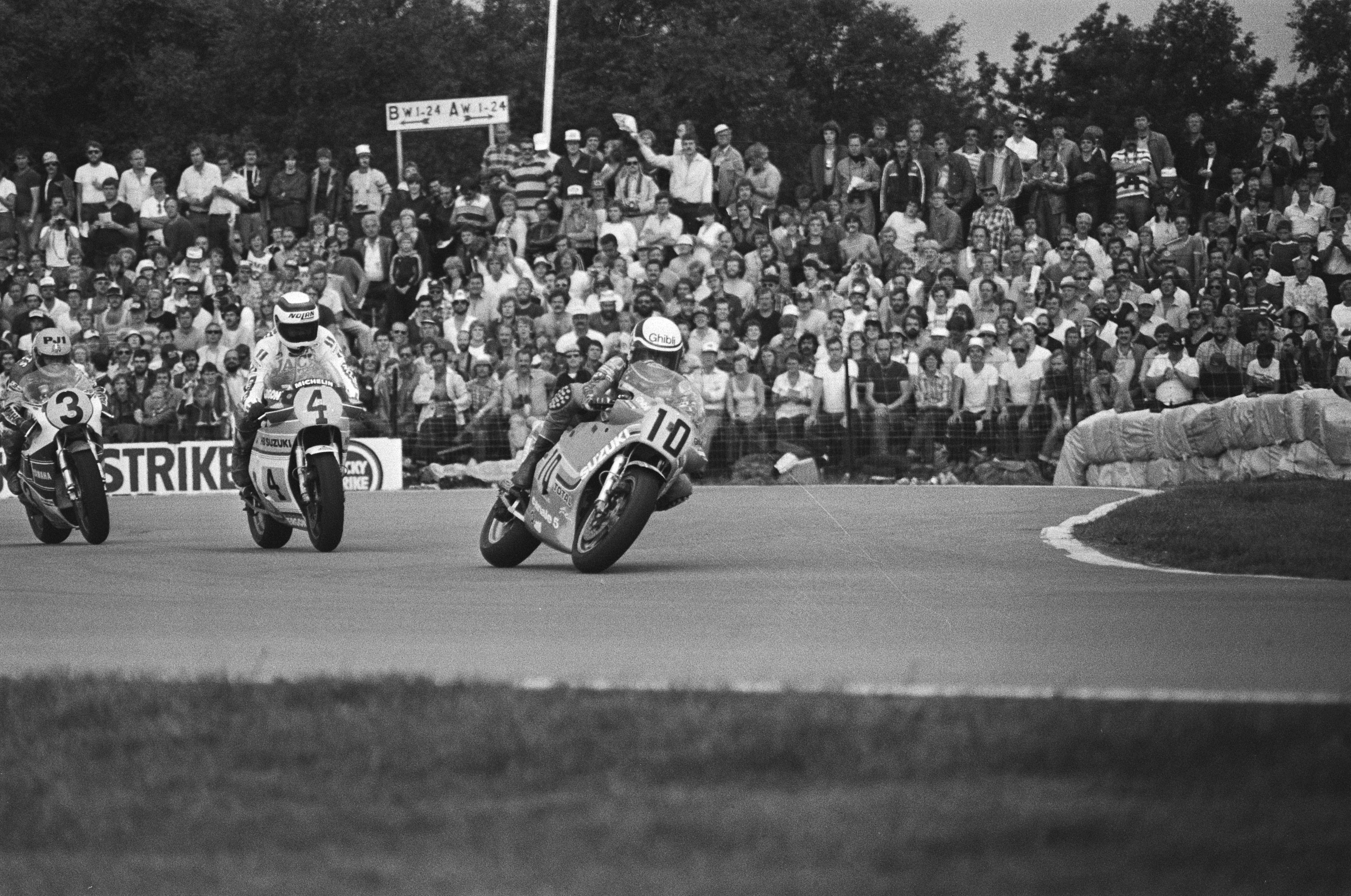
Rennszene aus dem 500er-Lauf der Dutch TT 1982: Franco Uncini (Nr. 10) vor Jack Middelburg (Nr. 4) und Kenny Roberts sr. (Nr. 3)

Franco Uncini (* 9. März 1955 in Recanati (MC), Italien) ist ein ehemaliger italienischer Motorradrennfahrer.
Uncini bestritt zwischen 1976 und 1985 insgesamt 80 Rennen in der Motorrad-Weltmeisterschaft und gewann 1982 den Titel in der 500-cm³-Klasse.

## Karriere
Uncini debütierte im professionellen Rennsport mit Laverda in der 750er-Klasse. Später wechselte er zu Ducati und konnte einige italienische Meisterschaften gewinnen. Erste Rennen in der Weltmeisterschaft bestritt Uncini 1976 mit Yamaha in den Klassen bis 250 und bis 350 cm³. Bei seinem Grand-Prix-Debüt im Rahmen des Großen Preises der Nationen in Mugello kam Uncini bei den 250ern nicht in die Punkte, holte aber bei den 350ern hinter Johnny Cecotto den zweiten Platz. Nach einem weiteren Podestplatz in Barcelona belegte er mit nur drei Rennen in der WM-Endwertung der 350er-Klasse den neunten Platz. Im folgenden Jahr konnte er auf Harley-Davidson in der 250er-Klasse in Imola seinen ersten Grand Prix gewinnen. Nach einem weiteren Sieg in Brünn und einigen Podestplätzen belegte er am Saisonende den zweiten WM-Rang hinter Mario Lega. Uncini wechselte für 1978 wegen Streitigkeiten mit seinem Teamkollegen Walter Villa zurück zu Yamaha und beendete diese Saison mit drei Podestplatzierungen bei den 250ern auf dem achten WM-Rang. Bei den 350ern konnte er auf dem Salzburgring einen zweiten Platz hinter Kork Ballington holen.
In der Saison 1979 gründete Uncini mit einer gebrauchte Suzuki ein Privat-Team in der Klasse bis 500 cm³. Im ersten Rennen der Saison holte er den vierten und in Rijeka hinter Kenny Roberts sr. und Virginio Ferrari den dritten Platz. Die WM beendete er als bester Privatfahrer als Fünfter. In der Saison 1980 gelang ihm mit einem zweiten Platz als bestem Ergebnis bei wegen drei Absagen nur acht ausgetragenen Rennen – wieder als bester Privatfahrer – der vierte WM-Rang.
Die Saison 1981 war durch Verletzungen beeinträchtigt, aber nach Marco Lucchinellis Wechsel von Suzuki zu Honda bekam Uncini für 1982 trotzdem einen Werksvertrag bei Suzuki angeboten. Uncini ergriff die Chance und holte mit fünf Siegen den WM-Titel vor Graeme Crosby und Freddie Spencer.
Im Jahr 1983 wurde Uncini in Assen bei einer Kollision mit Wayne Gardner schwer verletzt und lag im Koma, erholte sich jedoch vollständig und beendete seine aktive Karriere nach der Saison 1985.
Im Jahr 1993 wurde Franco Uncini zum Sicherheitsbeauftragten der Hersteller- und Teamvereinigung in der Motorrad-Weltmeisterschaft IRTA gewählt. 2013 wurde er Sicherheitsdirektor der FIM und war zusammen mit Loris Capirossi für Sicherheitsfragen bei den Motorrad-WM-Läufen zuständig. Am Ende der Saison 2022 beendete Uncini im Alter von 67 Jahren sein Engagement, um mehr Zeit mit seiner Familie verbringen zu können.

## Statistik

### Erfolge
- 1982 – 500-cm³-Weltmeister auf Suzuki
- 7 Grand-Prix-Siege

### Ehrungen
- Aufnahme in die MotoGP Hall of Fame

### In der Motorrad-Weltmeisterschaft
| Saison | Klasse  | Motorrad        | Rennen | Siege | Zweiter | Dritter | Poles | Schn. Runden | Punkte | Ergebnis    |
| ------ | ------- | --------------- | ------ | ----- | ------- | ------- | ----- | ------------ | ------ | ----------- |
| 1976   | 250 cm³ | Yamaha          | 2      | –     | –       | –       | –     | –            | 6      | 21.         |
| 1976   | 350 cm³ | Yamaha          | 3      | –     | 1       | 1       | –     | –            | 27     | 9.          |
| 1977   | 250 cm³ | Harley-Davidson | 7      | 2     | 1       | 1       | 3     | 2            | 72     | 2.          |
| 1977   | 350 cm³ | Yamaha          | 2      | –     | –       | –       | –     | –            | 11     | 20.         |
| 1978   | 250 cm³ | Yamaha          | 5      | –     | 1       | 2       | 1     | –            | 42     | 8.          |
| 1978   | 350 cm³ | Yamaha          | 3      | –     | 1       | –       | 3     | –            | 19     | 12.         |
| 1979   | 500 cm³ | Suzuki          | 8      | –     | –       | 1       | –     | –            | 51     | 5.          |
| 1980   | 500 cm³ | Suzuki          | 7      | –     | 1       | 2       | –     | –            | 50     | 4.          |
| 1981   | 500 cm³ | Suzuki          | 8      | –     | –       | –       | –     | –            | 12     | 13.         |
| 1982   | 500 cm³ | Suzuki          | 8      | 5     | –       | 2       | 1     | 1            | 103    | Weltmeister |
| 1983   | 500 cm³ | Suzuki          | 8      | –     | –       | –       | –     | –            | 31     | 9.          |
| 1984   | 500 cm³ | Suzuki          | 8      | –     | –       | –       | –     | –            | 14     | 14.         |
| 1985   | 500 cm³ | Suzuki          | 11     | –     | –       | –       | –     | –            | 8      | 15.         |
| Gesamt | Gesamt  | Gesamt          | 80     | 7     | 5       | 9       | 8     | 3            | 446    | 1 WM-Titel  |